# (1097) Vicia
(1097) Vicia – planetoida z pasa głównego asteroid okrążająca Słońce w ciągu 4 lat i 109 dni w średniej odległości 2,64 au. Została odkryta 11 sierpnia 1928 roku w Landessternwarte Heidelberg-Königstuhl w Heidelbergu przez Karla Reinmutha. Nazwa planetoidy pochodzi od łacińskiej nazwy wyki, rodzaju roślin zielnych. Przed nadaniem nazwy planetoida nosiła oznaczenie tymczasowe (1097) 1928 PC.